# یواس‌اس استراتژی (ای‌ام-۳۰۸)
یواس‌اس استراتژی (ای‌ام-۳۰۸) (به انگلیسی: USS Strategy (AM-308)) یک کشتی بود که طول آن ۱۸۴ فوت ۶ اینچ (۵۶٫۲۴ متر) بود. این کشتی در سال ۱۹۴۴ ساخته شد.